# U1 (München)
U1 is een metrolijn, onderdeel van de metro van München, in de Duitse stad München.

## Stations
| Station                 | Overstappunt | Foto * | Type                         | Geopend         | Ligging                        | Wijk                                  |
| ----------------------- | ------------ | ------ | ---------------------------- | --------------- | ------------------------------ | ------------------------------------- |
| Olympia-Einkaufszentrum |              | 420 !  | kuip                         | 31 oktober 2004 | 48° 10′ 56″ NB, 11° 31′ 48″ OL | Moosach                               |
| Georg-Brauchle-Ring     |              | 520 !  | kuip                         | 18 oktober 2003 | 48° 10′ 30″ NB, 11° 31′ 45″ OL | Moosach                               |
| Westfriedhof            |              | 530 !  | kuip                         | 23 mei 1998     | 48° 10′ 14″ NB, 11° 31′ 42″ OL | Moosach                               |
| Gern                    |              | 540 !  | kuip                         | 23 mei 1998     | 48° 09′ 46″ NB, 11° 31′ 45″ OL | Neuhausen                             |
| Rotkreuzplatz           |              | 550 !  | kuip                         | 8 mei 1983      | 48° 09′ 10″ NB, 11° 32′ 3″ OL  | Neuhausen                             |
| Maillingerstraße        |              | 560 !  | ondiep gelegen zuilenstation | 8 mei 1983      | 48° 09′ 0″ NB, 11° 32′ 45″ OL  | Neuhausen                             |
| Stiglmaierplatz         |              | 570 !  | ondiep gelegen zuilenstation | 8 mei 1983      | 48° 08′ 51″ NB, 11° 33′ 33″ OL | Maxvorstadt                           |
| Hauptbahnhof            |              | 760 !  | ondiep gelegen zuilenstation | 18 oktober 1980 | 48° 08′ 25″ NB, 11° 33′ 40″ OL | Ludwigsvorstadt                       |
| Sendlinger Tor          |              | 800 !  | ondiep gelegen zuilenstation | 19 oktober 1971 | 48° 08′ 0″ NB, 11° 34′ 0″ OL   | Altstadt Isarvorstadt Ludwigsvorstadt |
| Fraunhoferstraße        |              | 1150 ! | ondiep gelegen zuilenstation | 18 oktober 1980 | 48° 07′ 45″ NB, 11° 34′ 28″ OL | Isarvorstadt                          |
| Kolumbusplatz           |              | 1160 ! | kuip                         | 18 oktober 1980 | 48° 07′ 11″ NB, 11° 34′ 35″ OL | Au                                    |
| Candidplatz             |              | 1170 ! | ondiep gelegen zuilenstation | 8 november 1997 | 48° 06′ 44″ NB, 11° 34′ 17″ OL | Untergiesing                          |
| Wettersteinplatz        |              | 1180 ! | kuip                         | 8 november 1997 | 48° 06′ 31″ NB, 11° 34′ 30″ OL | Untergiesing                          |
| St.-Quirin-Platz        |              | 1190 ! | kuip                         | 8 november 1997 | 48° 06′ 17″ NB, 11° 34′ 54″ OL | Untergiesing                          |
| Mangfallplatz           |              | 1200 ! | kuip                         | 8 november 1997 | 48° 05′ 55″ NB, 11° 34′ 54″ OL | Harlaching                            |

- De sorteerwaarde van de foto is de ligging langs de lijn